# Sukcja
Sukcja (wsysanie) – w geologii hipotetyczne wciąganie mas fałdowanej geosynkliny w głąb jej podłoża przez zstępujące, zbieżne prądy konwekcyjne. Po wessanych masach zostaje niekiedy tylko tzw. szew tektoniczny.